# Mahanta
Mahanta is een geslacht van vlinders uit de familie slakrupsvlinders (Limacodidae). De wetenschappelijke naam van het geslacht is voor het eerst geldig gepubliceerd in 1879 door Frederic Moore.
De typesoort van het geslacht is Mahanta quadrilinea Moore, 1879.

## Soorten
- Mahanta fraterna
- Mahanta kawadai
- Mahanta leworthyi
- Mahanta quadrilinea
- Mahanta svetlanae
- Mahanta tanyae
- Mahanta yoshimotoi
- Mahanta zolotuhini